# Tiếng Latgale
Tiếng Latgale (latgalīšu volūda, tiếng Latvia: latgaliešu valoda) là một ngôn ngữ Đông Balt thường được nói ở Latgale, miền đông Latvia. Người ta tranh luận liệu nó có phải là một ngôn ngữ riêng biệt chịu ảnh hưởng nặng nề của tiếng Latvia hay không, do sự tiếp xúc lẫn nhau trong lịch sử, hoặc một phương ngữ phương Đông của tiếng Latvia. Tuy nhiên, dạng tiêu chuẩn hóa của nó được công nhận và bảo vệ như là một "dạng lịch sử của tiếng Latvia" (vēsturisks latviešu valodas paveids) theo Luật Ngôn ngữ Latvia. Cuộc điều tra dân số Latvia năm 2011 đã xác định rằng 8,8% dân số Latvia, tương đương 164.500 người, nói tiếng Latgale hàng ngày. Có 97.600 người trong số họ sống ở Latgale, 29.400 ở Riga và 14.400 ở khu vực Riga.

## Phân loại
Tiếng Latgale là một thành viên của nhánh Đông Balt của nhóm ngôn ngữ Balt trong ngữ hệ Ấn-Âu. Nhánh này cũng bao gồm tiếng Latvia, tiếng Samogitia và tiếng Litva. Tiếng Latgale là một ngôn ngữ biến tính vừa phải; số lượng dạng động từ và danh từ là đặc trưng của nhiều ngôn ngữ Balt và Slav khác.

## Phân bố địa lý

Sử dụng tiếng Latgale trong giao tiếp hàng ngày ở Latvia (2011)

Tiếng Latgale được nói bởi khoảng 150.000 người, chủ yếu ở Latgale, Latvia; có những cộng đồng nhỏ nói tiếng Latgale ở Nga, Xibia.

## Tình trạng chính thức
Từ năm 1920 đến 1934, tiếng Latgale đã được sử dụng trong chính quyền địa phương và giáo dục ở Latgale. Hiện nay, tiếng Latgale không được sử dụng làm ngôn ngữ chính thức ở bất cứ đâu tại Latvia. Chính thức được bảo vệ bởi Luật Ngôn ngữ Latvia nói rằng "Nhà nước Latvia đảm bảo việc bảo tồn, bảo vệ và phát triển ngôn ngữ văn học Latgale như một biến thể lịch sử của ngôn ngữ Latvia" (§3.4). Có một ủy ban chữ viết được nhà nước hỗ trợ về ngôn ngữ Latgate.